# Île aux Cochons
Pour l’article homonyme, voir Île aux Cochons (îles Kerguelen).
L’île aux Cochons est une des trois îles principales de l'archipel Crozet, archipel du Sud-Ouest de l'océan Indien, appartenant aux Terres australes et antarctiques françaises. 

## Géographie

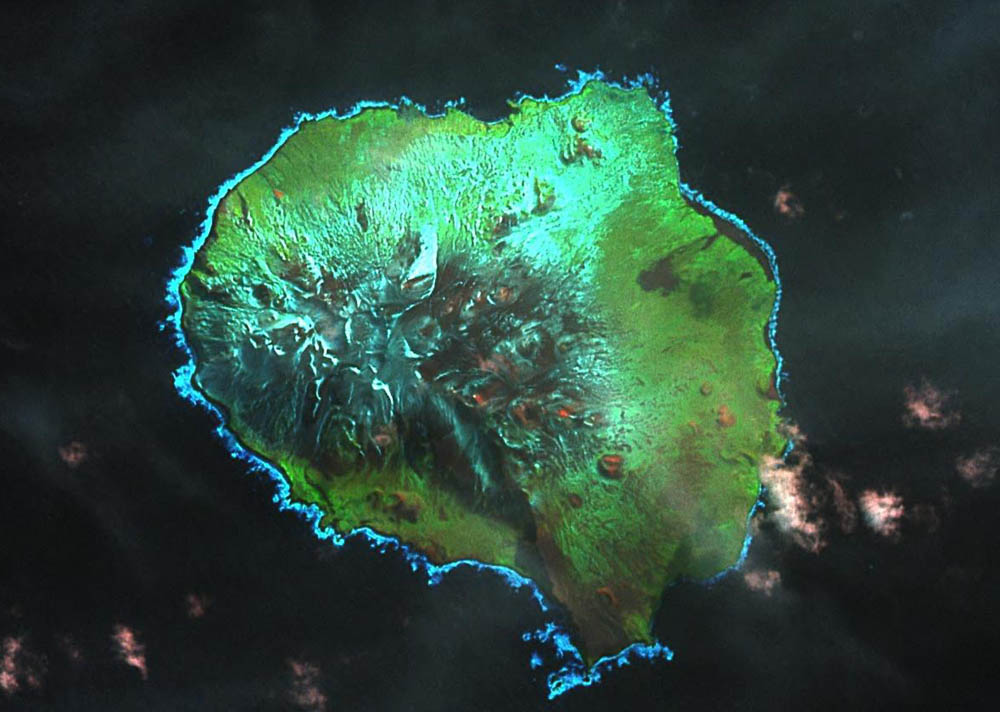
Image satellite de l'île aux Cochons.

L'île aux Cochons fait partie du groupe occidental de l'archipel, dont elle est le membre le plus important. Elle se trouve à 109 km à l'ouest-nord-ouest de l'île de la Possession, dans le même archipel — la seule île habitée avec une base scientifique permanente — et à  937 km à l'est de l'île sud-africaine du  Prince-Édouard.
De forme grossièrement circulaire, elle a une superficie de 66,7 km2. Son sommet, situé au centre de l'île, le mont Richard-Foy, est le cratère principal du volcan et culmine à 853 mètres. Son littoral, défendu par des falaises d'érosion marine continues, est difficilement accostable, sauf au niveau du cap Verdoyant, sur la côte est de l'île, à l'abri des vents dominants d'ouest.

## Volcanologie
L'étude volcanologique de l'île a été effectuée en 1981 par G. Boudon.
L'île aux Cochons est un strato-volcan de type central (comme le sont les îles Amsterdam et Saint-Paul). L'appareil s'est édifié au cours de deux phases d'activité dont les foyers se trouvaient au centre et à la verticale de l'édifice actuel.
La phase ancienne (I) est représentée par des dépôts de 400 m d'épaisseur de brèches phréatomagmatiques intercalées de coulées de lave d'un mètre d'épaisseur. Ces formations s'observent le long de falaises de faille orientées à l'ENE-WSW au nord de l'île (Les Cinq Géants) et au SSE-NNW au sud de l'île (Pointe Sud).
La phase récente (II) s'est produite après la tectonique de faille décrite ci-dessus, de telle manière qu'elle la scelle. Il s'agit de coulées laviques issues du cratère central (mont Richard-Foy) qui est une petite caldeira axiale ouverte sur le Sud. Ultérieurement, de nombreux cônes de scories (une soixantaine) se sont alignés selon des fractures radiales d'orientation 40°, 70°, et 160°. Certains de ces cônes adventifs ont une structure de maar avec des dépôts de hyaloclastites. Ce volcanisme récurrent a moins de 5 500 ans. Il doit être rapproché - dans la partie orientale du même archipel - de celui de l'île de la Possession, aussi abondant, et de celui de l'île de l'Est, beaucoup moins présent. 
L'importante récurrence volcanique récente de l'île aux Cochons classe cette île parmi les volcans potentiellement actifs.

## Histoire
Le nom de l'île (Hog Island) a été donné par les chasseurs de phoques américains qui fréquentaient ses plages et qui introduisirent en 1820 des cochons pour leur nourriture et celle d'éventuels naufragés.
Le 25 juillet 1825, la goélette française l'Aventure partie de l'île Maurice pour une campagne de chasse dans l'archipel des Crozet essuie une forte tempête et, à court d'eau, envoie sur l'île une corvée de 9 hommes. Le temps empirant, l'équipe fut abandonnée à terre tandis que le navire était poussé jusqu’à l'île de l'Est où il se brisa. Les naufragés de l'île aux Cochons ne furent récupérés qu'en janvier 1827 par le Cape Packet qui venait, quelques jours plus tôt, de sauver le reste de l'équipage naufragé à l'île de l'Est.
En 1880, le navire britannique Comus vint y établir un dépôt de vivres qui sera renouvelé en 1887 par l'aviso français la Meurthe.
Dans la nuit du 8 au 9 mars 1887, le voilier de 450 tonneaux Tamaris commandé par le capitaine Majou et en provenance de Nantes toucha  un récif de l'île des Pingouins et coula à 3 milles dans le Sud-Ouest de cette île. Les 13 naufragés, montés dans un canot, atteignirent l'île aux Cochons le 11 mars et utilisèrent le dépôt de vivres du Comus pour se nourrir. Le 4 août, un matelot décida de graver un message sur une plaque de tôle et de le confier à un albatros. L'oiseau fut repéré le 22 septembre à Fremantle en Australie, soit à 5 700 kilomètres de là.
Le ministère français des Colonies alerté, ordonna à l'aviso la Meurthe, commandé par le lieutenant de vaisseau Richard-Foy, et stationné à Madagascar, de se porter au secours des naufragés du Tamaris. La Meurthe atteignit l'île aux Cochons le 2 décembre pour constater que l'équipage du Tamaris avait quitté l'île à court de vivres le 30 septembre à bord de leur canot pour île de la Possession. On sait à présent qu'ils n'arrivèrent jamais à destination. La Meurthe les rechercha sur cette dernière jusqu'au 9 décembre et découvrit le 11, sur la plage de l'Abondance (côte sud de l'île de l'Est) des phoquiers américains débarqués là quelques semaines plus tôt.
Depuis 1887, exception faite de quelques brefs séjours non identifiés de phoquiers et de rapides missions d'exploration commanditées par les autorités françaises, l'île n'a jamais été habitée de façon permanente.
Des scientifiques y sont retournés en novembre 2019 pour comprendre les raisons de l'effondrement de la colonie de manchots.

## Environnement
L'île aux Cochons, au même titre que les autres îles de l'archipel, est protégée au sein de la réserve naturelle nationale des Terres australes françaises. Cette protection couvre tant l'espace terrestre de l'île que ses eaux territoriales. Elle est classée en zone de protection intégrale, où seules les activités liées à la recherche scientifique et technique sont autorisées.

### Faune
La faune est essentiellement composée d'oiseaux marins de la famille Diomedeidae, de manchots et de mammifères marins comme les otaries et les éléphants de mer. Une très importante colonie (une manchotière) de manchots royaux (Aptenodytes patagonicus) est installée sur le flanc du volcan au niveau du cap Verdoyant. Considérée dans les années 1980 comme la plus grande colonie de manchots royaux du monde avec environ 500 000 couples reproducteurs, ses effectifs ont diminué de près de 90 %. Seuls 60 000 couples ont été dénombrés en 2018. De multiples causes hypothétiques ont été explorées sans que l'une d'entre elles n'explique ce phénomène dramatique.

## Cartographie
La carte IGN au 1/25 000 de l'île aux Cochons comprenait jusqu'à récemment des zones non cartographiées avec pour seule légende la mention « nuages ». En effet, en raison de la fréquence importante de nuages orographiques sur les hauteurs, la mission chargée de cartographier l'île en une dizaine de jours n'avait pu réaliser de photographies aériennes de l'ensemble de celle-ci. L'intérêt de ces zones n'étant pas primordial, l'envoi de missions pour combler ces lacunes cartographiques a été retardé, faisant de cette carte l'une des seules au monde ayant indiqué des nuages.
Cependant, en 2010 et 2011, la carte a été actualisée avec des images satellites, et en 2012, la nouvelle carte fut publiée, cartographiant cette fois-ci la totalité de l'île,

### Webographie
- Ressources relatives à la géographie :   - Global Volcanism Program
  - Volcano Global Risk Identification and Analysis Project